# Pleasant Plains (Arkansas)
Pleasant Plains es un pueblo ubicado en el condado de Independence en el estado estadounidense de Arkansas. En el Censo de 2010 tenía una población de 349 habitantes y una densidad poblacional de 146,95 personas por km².

## Geografía
Pleasant Plains se encuentra ubicado en las coordenadas 35°33′14″N 91°37′42″O / 35.55389, -91.62833. Según la Oficina del Censo de los Estados Unidos, Pleasant Plains tiene una superficie total de 2.38 km², de la cual 2.38 km² corresponden a tierra firme y (0%) 0 km² es agua.

## Demografía
Según el censo de 2010, había 349 personas residiendo en Pleasant Plains. La densidad de población era de 146,95 hab./km². De los 349 habitantes, Pleasant Plains estaba compuesto por el 97.13% blancos, el 0% eran afroamericanos, el 0% eran amerindios, el 0.29% eran asiáticos, el 0% eran isleños del Pacífico, el 0% eran de otras razas y el 2.58% pertenecían a dos o más razas. Del total de la población el 2.58% eran hispanos o latinos de cualquier raza.